# Éleuthéroside D
L'éleuthéroside D est un composé phytochimique de la famille des éleuthérosides, un groupe d'hétérosides présent dans Eleutherococcus senticosus, le ginseng de Sibérie.
Il s'agit du dimère du glucoside de l'alcool sinapylique, ce dernier étant l'un des trois principaux monolignols. C'est également l'isomère optique de l'éleuthéroside E.